# Oignon rouge d'Abbeville
L'oignon rouge d'Abbeville est une ancienne variété d'oignon cultivée jadis à Abbeville dans le département de la Somme.

## Historique
C'est en 2011 que le Centre régional des ressources génétiques a retrouvé une souche de cet oignon qui n'était plus cultivée que par un seul jardinier de 89 ans. Ce fils de maraîcher perpétuait la culture de cette variété depuis 1941. L'inscription de cette variété au catalogue des espèces potagères permet sa diffusion auprès des jardiniers professionnels ou amateurs.

## Caractéristiques
L'oignon rouge d'Abbeville de couleur rouge semi-foncé et de calibre moyen, a un bulbe aplati. Il se cultive dans une terre peu riche mais légère. Il craint l'excès d'humidité et la fumure fraîche. Il a une bonne capacité de conservation.

## Cuisine
L'oignon rouge d'Abbeville se consomme cru ou cuit. Il est très apprécié des charcutiers qui l'utilisent pour la fabrication du boudin noir.